# Saint-Jean-Sart (Aubel)

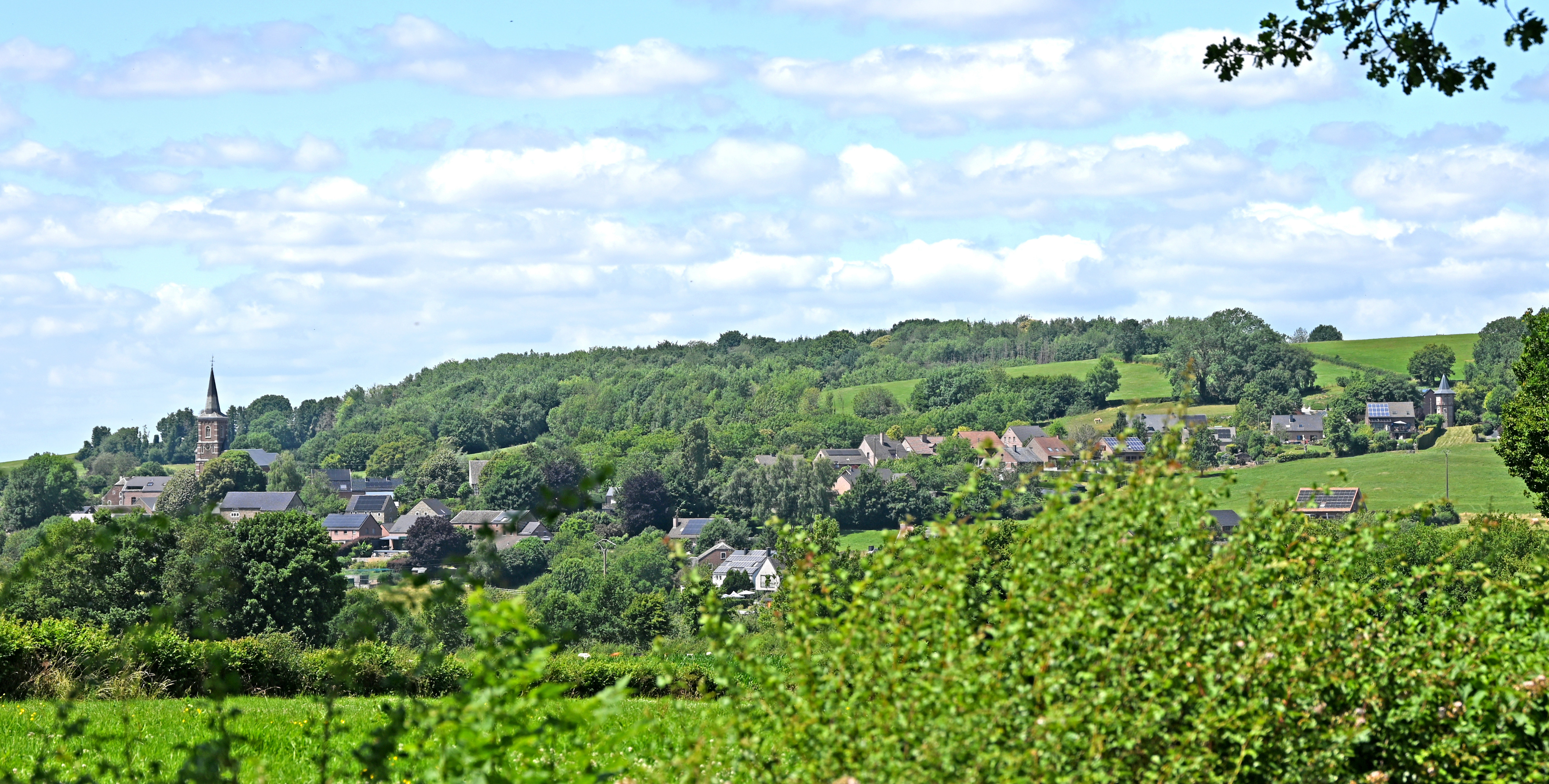
Saint-Jean-Sart (Aubel) du sud-est

Saint-Jean-Sart (wallon : Saint-Jan-Sôr, néerlandais : Sint-Jans-Rade) est un petit village de Belgique, situé en Région wallonne, dans la province de Liège. Il fait partie de la commune d'Aubel et compte environ 500 habitants.

## Situation
Il est traversé par un ruisseau, la Bel, qui se jette dans la Berwinne sur le site de l'abbaye du Val-Dieu, toute proche. Le centre du village est situé à une altitude de 200 mètres (au seuil de l'église). 

## Histoire
Le village, dont l'histoire est liée à celle de l'abbaye du Val-Dieu, est né au début du XIIIe siècle, comme en témoigne l'inscription arborée par la fontaine Saint-Jean, berceau du village : « J'ai vu naître Saint Jean-Sart - 1216 ». On trouve déjà mention du village dans un écrit de 1213, ainsi que dans un autre écrit de 1216.

## Patrimoine
Parmi les bâtiments remarquables, on peut citer l'église Saint Jean-Baptiste érigée en 1879, et le presbytère Louis XIV datant de 1779. Les châteaux d’Altena et de Gorhez sont quant à eux de beaux exemples de demeures de la bourgeoisie rurale d’ancien régime. Le premier date de 1620 et marque par sa robustesse, ses douves, ses mâchicoulis et sa porte en plein cintre en retrait dans un rectangle où venait se relever le pont-levis. Le second fut érigé en 1767 : ses lignes sont plus fines et sa structure de style Louis XIV, plus élégante. 

## Quartiers et lieux-dits
Les rues, places et lieux-dits de la paroisse de Saint-Jean-Sart, à consonance tantôt française ou wallonne, tantôt flamande, attestent du fait que le village est situé au carrefour des anciens parlers wallon et limbourgeois, et sont :
le Village, 
la rue de l'Abbaye, 
le Bois d'Ansy, 
le Bois de Loë, 
la Bushaye, 
Elzet, 
la rue de la Fontaine, 
le Fort-Pays, 
la Gatte, 
la route de Gorhez, 
la Graedt, 
Knuppelstock, 
la Kreft, 
Lammerschot, 
Macra, 
la rue de la Marnière, 
la rue des Platanes, 
le Sart, 
Schever, 
la place du Tilleul, 
la route de Val-Dieu, 
Val-Dieu.

## Activités
Sa paroisse est dédiée à saint Jean-Baptiste. La vie associative est une composante essentielle du village, qui compte de nombreux comités, parmi lesquels Qualité-Village (Saint-Jean-Sart fut lauréat du concours Qualité-Village Wallonie en 1977 et 2002), et la Jeunesse, établie en 1893 et devenue société royale.

### Histoire
- Comté de Dalhem
- Duché de Limbourg
- Histoire de Belgique

### Géographie
- Pays de Herve
- Entre-Vesdre-et-Meuse